# 투스카로라 전쟁
투스카로라 전쟁(Tuscarora War)은 1711년 가을부터 1715년 2월 11일까지, 당시 영국의 식민지였던 노스캐롤라이나에서 원주민인 투스카로라 족 인디언의 영토를 둘러싸고, 영국, 네덜란드 및 독일 정착민이 투스카로라 족에 행했던 인종 청소(‘미국 인디언 전쟁’)였다. 평화 조약은 1715년에 체결됐다.

## 배경
유럽 백인의 노스캐롤라이나의 첫 영구 식민지 이주는 1653년에 본격적으로 시작되었다. 미국의 식민지가 거의 모든 현지의 인디언과 어떠한 형태로 분쟁을 일으킨 시대에, 투스카로라 족은 50년 이상 노스캐롤라이나에 정착한 백인들과 평화적인 관계를 구축했다. 하지만 차례로 인디언 영토를 점유하는 정착해 오는 백인의 존재는 노스캐롤라이나 인디언의 파멸을 의미했다.
당시 투스카로라 족에는 두 개의 주요 집단이 존재했다. 하나는 톰 블런트 추장이 있는 북부 집단이며, 다른 하나는 남부 추장이 있는 남부 집단이었다. 블런트 추장의 무리는 로어노크 강, 오늘날 버티 카운티 주위에 삶을 이어가고 있었다. 남부 추장들의 무리는 뉴베른 근처 팸플리코 강 (오늘 팸리코 강)의 남쪽 지역을 영토로 하고 있었다. 블런트 추장은 버티 지역 백인 이주민 블라운트 가와 친하게 교제했지만, 남부 추장의 무리는 백인에게 습격당해 부족민이 납치되어 노예로 팔려갔다. 두 집단 모두 백인이 가져온 질병에 시달리고 있었으며, 침략자인 정착민에 토지를 빼앗겨가는 상황이었다.
결국, 남부 핸콕 추장 무리들은 백인 정착민을 무력으로 쫓아낼 수밖에 없다고 결정했다. 톰 블런트 추장은 이 시점에는 전쟁에 관여하지 않았다.
백인들은 인디언 추장을 수장 또는 "부족 지도자"라고 믿고 있었다. 실제로 인디언 추장은 합의제의 ‘조정자’이며 부족을 ‘주도’하든가 ‘지배’하는 권력자가 아니었다. 그러나 백인들은 추장과 맹약하면 모든 부족민이 그것에 따라야 한다고 오해하고 있었다.

## 전쟁
1711년 가을, 핸콕 추장이 이끄는 남부 투스카로라 족은 팸플리코 족, 코세치니 족, 코어 족, 마타마스키토 족 및 마체펀고 족과 연합하여, 짧은 시간에 넓은 범위의 정착민을 습격했다. 목표가 된 것은 로어노크 강, 뉴스 강, 트렌트 강변 농장 및 바스 시였다. 첫 번째 공격은 1711년 9월 22일에 시작되어, 결국 수백 정착민이 죽었다. 정치적 중심이 되어 있던 인물도 죽거나 혹은 몇 달 동안 피해다녀야 했다.
식민지 주지사였던 에드워드 하이드는 노스캐롤라이나 민병대를 소집하고, 사우스캐롤라이나 의회를 돕기로 결정했다. 사우스캐롤라이나 의회는 ‘존 반웰 대령이 지휘하는 600명의 민병과 360명의 인디언’을 보냈다. 이 부대는 1712년에 뉴스 강 양안의 나한츠 요새에서 남부 투스카로라 족과 크레이븐 카운티의 다른 부족을 공격했다. 투스카로라 족은 큰 손실을 입고 패배했다. 300명 이상의 인디언이 죽고 100여명은 포로가 되었다. 이 포로는 대부분 여자 또는 아이였고, 노예로 팔려갔다.
블런트 추장은 “그가 개척민들을 도와 핸콕 추장의 무리를 진압하는 데 도움을 주면 투스카로라 족 전체를 통치할 기회를 준다”는 제안을 받았다. 블런트 추장은 남부 추장을 붙잡을 수 있었고, 이주민들은 1712년 핸콕 추장을 처형했다. 1713년, 남부 투스카로라 족은 그린 카운티에 있던 네오헤로카 요새를 함락당하고 900명이 죽거나 포로가 되었다.
백인들은 블런트 추장에게 “투스카로라 족 전체를 지배할 기회를 주겠다”고 제안했지만, 추장은 그런 권한을 가진 존재가 아니다. 백인들은 추장을 ‘부족 지배자’라고 믿고 있기 때문에, 핸콕 추장을 죽여 버린 것이다. 중재자인 추장을 잃은 남부 투스카로라 족 대부분은 이제 노스캐롤라이나의 개척자에서 벗어나 현재의 뉴욕으로 북상하여 이주를 시작했다.

## 결과
살아남은 투스카로라 족은 1718년 6월에 정착민과의 조약을 체결하고 현재 버티 카운티에 있는 로어노크 강 토지 이용을 인정했다. 이 지역은 이미 톰 블런트 추장들이 있는 북부 집단의 영토이며, 넓이 227km2에 달했다. 톰 블런트 추장은 블라운트라는 이름을 받고, 노스캐롤라이나 의회는 그에게 “톰 블라운트 왕”이라는 이름을 주었다. 덧붙여서 인디언 사회는 합의제 민주주의이며, ‘왕’과 같은 군주제 사회 시스템은 없었다.
남은 남부 투스카로라 족은 팸리코 강변 그들의 고향을 쫓겨나 버티로 강제이주 당했다. 1722년, 버티 카운티가 설립되어 계속 수십 년간 남아 있던 투스카로라 족의 땅은 종종 ‘인디언을 위한 것’이라는 명목으로 조금씩 매각되어 빼앗겨 갔다.
투스카로라 전쟁에서 백인 정착민의 아군이 된 야마시 족 등의 인디언은 1715년부터 ‘야마시 전쟁’이라는 싸움을 사우스캐롤라이나에서 일으켰다.

## 같이 보기
- 야마시 전쟁
- 미국 인디언 전쟁